# Orthoxioides
Orthoxioides es un género de insecto coleóptero de la familia Chrysomelidae.

## Especies
Las especies de este género son:
- Orthoxioides ephippiata Dalman, 1823
- Orthoxioides epipleuralis Laboissiere, 1922
- Orthoxioides transversofasciata (Jacoby, 1883)